# Mehet-weret
Mehet-weret, ist als altägyptische Himmels-, Geburts- und Totengöttin bereits im Alten Reich gut belegt und wird in jener Zeit auch als Mehet-ageb („Die Wasserflut“) erwähnt. Die Göttin wird ausschließlich in Gestalt einer Kuh dargestellt.

## Hintergrund

### Altes Reich
Im frühen Alten Reich galt Mehet-weret als Mutter des Horus und damit verbunden als Mutter des Königs (Pharao), der aus ihr hervorgeht. Der verstorbene König trat in den frühen Vorstellungen nach seinem Tod und dem nachfolgenden Übergang in die Duat in das Gebiet der Mehet-weret ein, um über die streitenden Gottheiten Horus und Seth zu richten. Das Motiv des Richtens zwischen Horus und Seth tauchte parallel ebenso in den Pyramidentexten auf.
Die gleiche Symbolik wurde insbesondere im Neuen Reich auf den Verstorbenen übertragen, der während seiner Wiederbeseelung nach dem vollzogenen Mundöffnungsritual zunächst die streitenden Götter Horus und Seth im Rahmen der Lösung richten musste, um anschließend auf dem Weg zum „Gefilde der Binsen“ in Ta-djeser (Lichtland in der Duat) weitere Prüfungen vor dem Totengericht zu bestehen.

### Mittleres Reich
Im Mittleren Reich sind mythologische Veränderungen in der Rollenzuweisung erkennbar. Mehet-weret personifiziert das Gesicht des Verstorbenen. Horus wird in die Duat verortet und erhielt den Namen Horus-Duati („Horus der Jenseitswelt“). Der seit der 6. Dynastie gefestigte Kult des Sonnengottes Re weist Mehet-weret nun als „Mutter des Re“ aus, die zugleich als „großes nördliches Himmelswasser“ als entgegengesetztes Abbild vom Auge des Re gilt. Kam im Alten Reich noch Horus aus Mehet-weret hervor, so ist es nun Re.

### Neues Reich
Anfang des Neuen Reiches wird ein weiterer Wandel von Mehet-weret erkennbar. Ihre Aufgabe besteht in der Verjüngung des alterndern Königs; ähnlich der Verjüngungstheologie des Re in Verbindung mit der täglichen Wiedergeburt am Morgen. Mehet-weret übt die Funktionen der Nut aus und wird als das große Himmelsgewölbe verstanden, das die Sterne beherbergt und für deren Wohlergehen sorgt.

### Mythologische Verbindungen
Sie hat große Ähnlichkeit mit Hathor, mit der sie in späterer Zeit assoziiert wurde. Als Göttin der „großen Flut“ ist Mehet-weret eng mit Neith verbunden. In Gestalt einer Kuh gebiert sie die Sonne und setzt sie zwischen ihre Hörner. Sie symbolisiert das Urgewässer, aus dem der Sonnengott auftaucht oder auch das Himmelsgewölbe, das die Sonne trägt. Von Plutarch (De Iside et Osiride, Kap. 56) wurde sie mit Isis gleichgesetzt, beziehungsweise mit der Himmelskuh Isis-Mehet.